# نبرد تالا
نبرد تالا بخشی از جنگ روم-نومیدیا (۱۰۴–۱۱۱ قبل از میلاد) بود که میان روم و جوگورتا فرمانروای نومیدیا، دولتی در سواحل شمالی آفریقا، درگرفت و سرانجام به پیروزی روم انجامید.